# Пихтовая (гора)
Пихтовая — гора в Полевском городском округе Свердловской области России. Одна из вершин Ревдинского горного хребта Среднего Урала.

## Описание
Гора Пихтовая расположена на западном склоне Ревдинского хребта, вблизи рек Черёмуховая (на юге) и Медведевка (на севере). Гора покрыта мхом и лишайником. С горы наблюдается хребет Коноваловский увал, чуть ближе видны также его восточные отроги. Высота горы составляет 548 м.

## Гора на картах
- На карте 1904 года
- На карте 1936 года